# St. Marien (Gräfenhainichen)

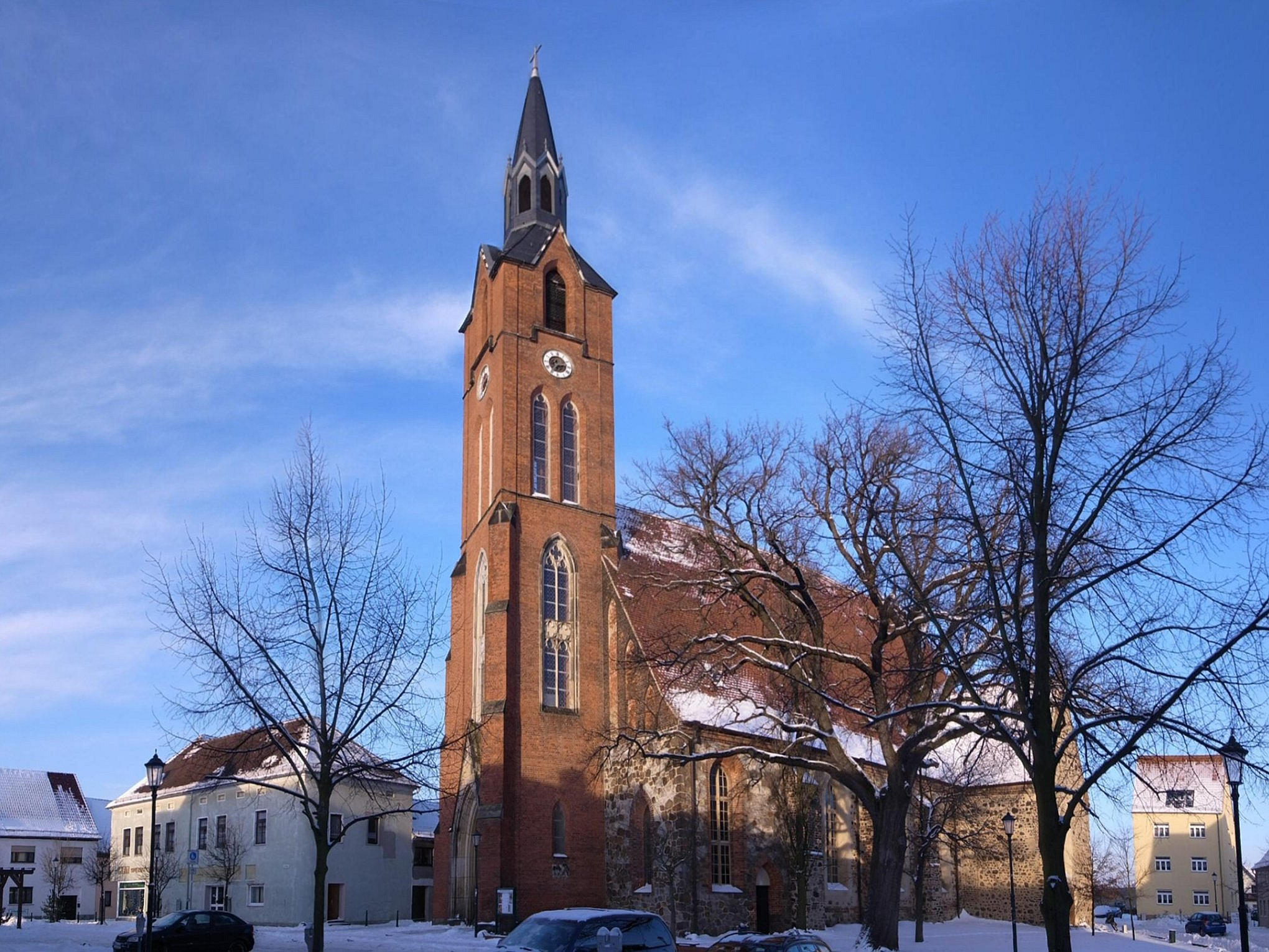
St. Marien (Gräfenhainichen)

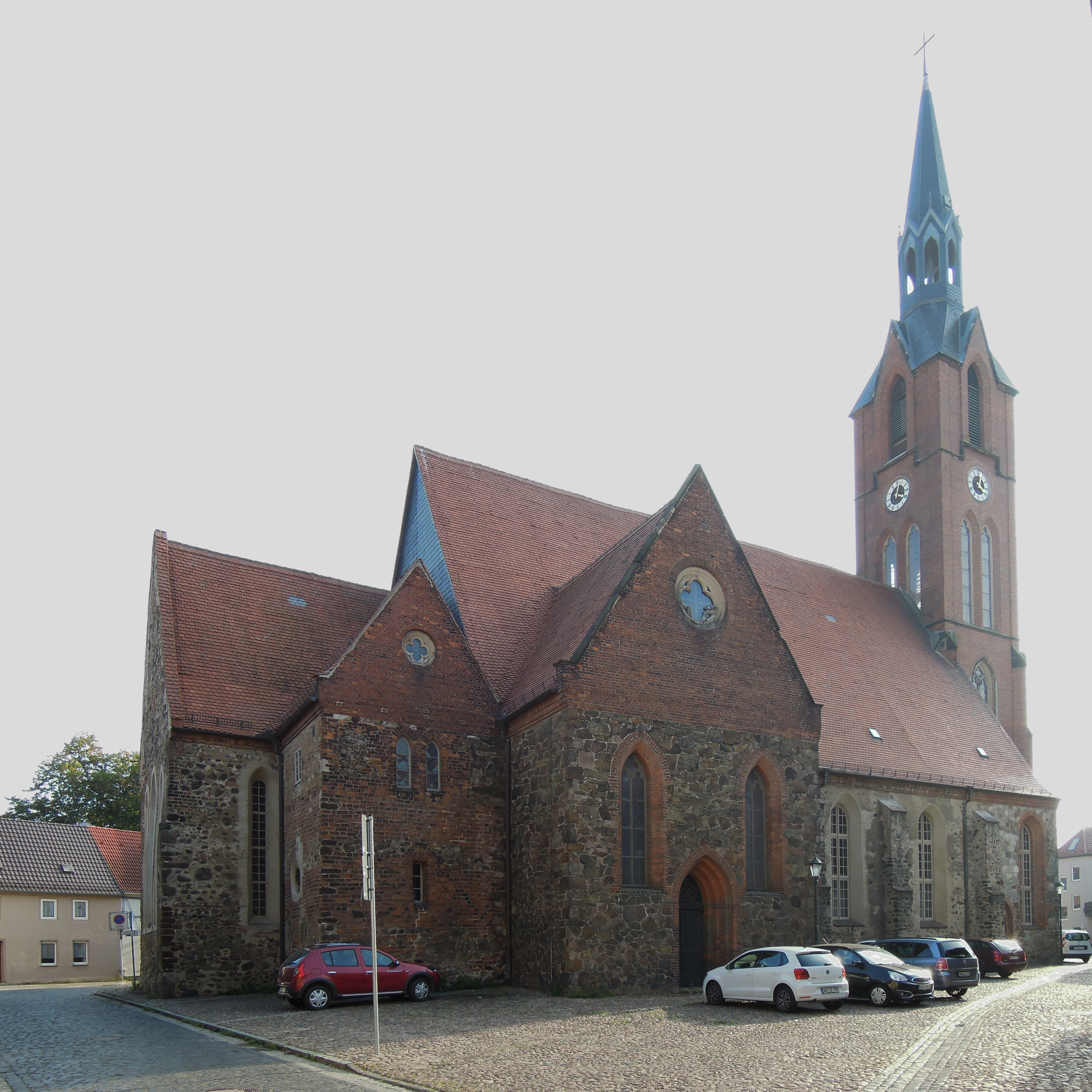
St.-Marien-Stadtkirche Gräfenhainichen, Nordfassade (Panorama)

Die evangelische Stadtkirche St. Marien ist eine im Kern spätromanische, nach Zerstörung barock und historistisch erneuerte Kirche in Gräfenhainichen im Landkreis Wittenberg in Sachsen-Anhalt. Sie gehört zum Kirchengemeinde Gräfenhainichen im Kirchenkreis Wittenberg der Evangelischen Kirche in Mitteldeutschland (EKMD).

## Geschichte und Architektur
Die ehemals dreischiffige Kirche wurde aus Feld- und Raseneisenstein erbaut. Die ursprünglich spätromanische Basilika wurde im Dreißigjährigen Krieg 1637 zerstört; ein Neubau erfolgte inschriftlich 1637, wobei vom Vorgängerbauwerk der äußere Grundriss mit gerade schließendem Chor und Querhausarmen übernommen wurde; Reste des spätromanischen Mauerwerks wurden im Süd- und Ostbereich in den Neubau einbezogen. Auf beiden Seiten der Schiffswände sind je drei Spitzbogenfenster und Stützpfeiler, im südlichen Querarm ist der barocke Eingang angeordnet; hier sind an der Süd- und Ostwand die zugesetzten Rundbogenfenster in Raseneisenstein erkennbar, die große spitzbogige Fenstergruppe auf der Ostseite war ursprünglich tiefer angesetzt und schmaler. An der Chornordseite ist die kreuzgratgewölbte Sakristei aus Backstein auf einem Feldsteinsockel erbaut.
In den Jahren 1866/67 erfolgte eine Veränderung des äußeren Erscheinungsbildes durch Neubau eines quadratischen gotisierenden Backsteinturms in hoher, schlanker Gestaltung nach einem Entwurf von Friedrich August Ritter. Der Turm war zunächst durch einen schmalen Gang mit dem Schiff verbunden; bereits kurze Zeit später wurde er in das um eine Fensterachse verlängerte Schiff einbezogen. Im Jahr 1870 wurde der nördliche Querarm erneuert und mehrere Fensterlaibungen teils ummauert. Aus dieser Zeit stammen auch die zwei Maßwerkfenster an der Chorsüdwand.
Im flachgedeckten Innenraum führen gedrückte Spitzbögen zum Chor und zu den Querarmen. Das Schiff ist mit einer großen dreiseitigen barocken Emporenanlage und dem Gestühl von 1686 ausgefüllt. Etwa zeitgleich wurden die verglaste Ratsloge auf der Südseite mit dem Stadtwappen sowie die Patronatsloge des kursächsischen Amtmanns im Nordquerhaus eingebaut. Mit den Veränderungen in den Jahren 1866/67 wurde der barocke Orgelprospekt mit der erweiterten Empore in den westlichen Anbau zurückgesetzt.

## Ausstattung
Das Hauptstück der Ausstattung ist ein 1666 datierter zweizoniger Altaraufsatz mit einem Gemälde des Abendmahls und der Ölbergszene zwischen gedrehten Säulen und Knorpelwerkwangen. Über dem gesprengten Giebel bekrönt ein Kruzifixus das Werk, das eine Stiftung derer von Mücheln ist und in der Gestaltung demjenigen in Bad Schmiedeberg ähnelt und wie dieses vermutlich aus einer Leipziger Werkstatt stammt. Die zeitgleiche, polygonale Kanzel ist mit Beschlagwerk dekoriert und mit Ecksäulchen versehen. Die schlichte Bemalung von Kanzel, Aufgang und Tür mit Bildern von Christus und den vier Evangelisten, den christlichen Tugenden, dem Guten Hirten und dem Lamm Gottes stammt aus dem Jahr 1763. Im Chor ist ein spätgotisches Taufbecken aus Sandstein aus der Zeit um 1500 erhalten. Das polygonale Becken ist mit weichem Maßwerkdekor verziert. An der nördlichen Chorwand befindet sich ein stark verwittertes Sandsteinepitaph aus dem Jahr 1574 für Hauptmann Heinrich von Gleissenthal mit Auferstehungs- und Kreuzigungsrelief vermutlich aus der Werkstatt Hans Walthers, daneben ein hölzernes Epitaph in Spätrenaissanceformen für Johannes Loth von 1640 mit Ölbildern der Kreuzigung und der Erhöhung der Ehernen Schlange.
Im südlichen Querarm ist ein spätgotischer Altar der abgerissenen Gremminer Kirche aus der zweiten Hälfte des 15. Jahrhunderts aufgestellt. Er zeigt im Schrein eine geschnitzte Mondsichelmadonna, die oben und unten mit Maßwerkzier eingefasst ist, ferner in der Predella das Schweißtuch der Heiligen Veronika mit Darstellungen der Heiligen Barbara und Margareta von Antiochia links sowie Katharina und Dorothea rechts. Ein Trophäenepitaph erinnert an Johann Ernst von Mücheln († 1692) mit einer Inschrifttafel. Zwei Pastorenbildnisse stammen aus dem 17. und 18. Jahrhundert.
Die Orgel mit dem barocken Prospekt ist ein Werk von Wilhelm Rühlmann aus dem Jahr 1905 mit 25 Registern auf zwei Manualen und Pedal.